# مات كابس
مات كابس (بالإنجليزية: Matt Capps)‏ هو لاعب كرة قاعدة أمريكي، ولد في 3 سبتمبر 1983 في دوغلاسفيل في الولايات المتحدة.

## وصلات خارجية
- مات كابس على موقع دوري كرة القاعدة الرئيسي (الإنجليزية)
- مات كابس على موقعبيزبول رفرنس.كوم (الدوري الرئيسي) (الإنجليزية)
- مات كابس على موقعبيزبول رفرنس.كوم (الدوري الثانوي) (الإنجليزية)
- مات كابس على موقع إي إس بي إن.كوم (أم.أل.بي) (الإنجليزية)
- مات كابس على موقع مشجعي الرسوم البيانية (الإنجليزية)